# Waffenhandelslizenz
In der Bundesrepublik Deutschland besteht für den Handel mit Schusswaffen und Munition keine allgemeine Gewerbefreiheit.
Das Waffengesetz sieht für den Handel mit Schusswaffen und Munition eine verwaltungsrechtliche Erlaubnis vor. Diese wird von der für die gewerbliche Niederlassung des Antragstellers zuständigen Behörde – in kreisfreien Städten die Stadtverwaltung, in den Landkreisen der Landrat – auf Antrag erteilt.
Die Erteilung einer Erlaubnis für den Waffenhandel setzt außer der „persönlichen Zuverlässigkeit“ (s. u.) des Antragstellers den Nachweis der erforderlichen Fachkunde durch eine theoretische und praktische Prüfung voraus.
Diese Fachkunde braucht gemäß § 22 Abs. 1 WaffG nicht nachzuweisen, wer als Büchsenmacher die Voraussetzungen für die Eintragung in die Handwerksrolle erfüllt.

## Fachkundeprüfungen im Waffenhandel
Die Prüfung kann erst abgenommen werden, wenn die zuständige Erlaubnisbehörde die Antragsunterlagen der Industrie- und Handelskammer übermittelt hat.
In der Prüfung werden ausreichende Kenntnisse verlangt über die waffenrechtlichen Vorschriften, insbesondere über den Handel mit Schusswaffen und Munition sowie über den Erwerb und das Führen von Schusswaffen, Art, Konstruktion und Handhabung der gebräuchlichen Schusswaffen, wenn die Erlaubnis für den Handel mit Schusswaffen beantragt ist und die Behandlung der gebräuchlichen Munition und ihre Verwendung in der dazugehörigen Schusswaffe, wenn die Erlaubnis für den Handel mit Munition beantragt ist.
Die Prüfung kann auf Antrag auf bestimmte Waffen- und Munitionsarten beschränkt werden. Der Bewerber hat nur Kenntnisse über solche Schusswaffen und Munition nachzuweisen, auf die sich die beantragte Waffenhandelslizenz bezieht.
Unternehmen, die eine solche Lizenz in Deutschland innehaben, ist zum Beispiel Frankonia. Weitere bekannte ausländische Unternehmen sind etwa Cabelas aus den USA oder Armeria Alvarez aus Spanien. Eine Beschränkung auf die Heimatmärkte gibt es in der Regel nicht.

## Das Waffengesetz (WaffG)
Auszug aus dem aktuellen § 21 WaffG:
"… Gewerbsmäßige Waffenherstellung, Waffenhandel
(1) Die Erlaubnis zur gewerbsmäßig oder selbstständig im Rahmen einer wirtschaftlichen Unternehmung betriebenen Herstellung, Bearbeitung oder Instandsetzung von Schusswaffen oder Munition wird durch eine Waffenherstellungserlaubnis, die Erlaubnis zum entsprechend betriebenen Handel mit Schusswaffen oder Munition durch eine Waffenhandelserlaubnis erteilt. Sie kann auf bestimmte Schusswaffen- und Munitionsarten beschränkt werden.
(2) Die Waffenherstellungserlaubnis nach Absatz 1 Satz 1 schließt für Schusswaffen oder Munition, auf die sich die Erlaubnis erstreckt, die Erlaubnis zum vorläufigen oder endgültigen Überlassen an Inhaber einer Waffenherstellungs- oder Waffenhandelserlaubnis sowie zum Erwerb für Zwecke der Waffenherstellung ein. Bei in die Handwerksrolle eingetragenen Büchsenmachern schließt die Waffenherstellungserlaubnis die Erlaubnis zum Waffenhandel ein.
(3) Die Erlaubnis ist zu versagen, wenn
1. der Antragsteller oder eine der mit der Leitung des Betriebs, einer Zweigniederlassung oder einer unselbstständigen Zweigstelle beauftragten Personen die erforderliche Zuverlässigkeit (§ 5) oder persönliche Eignung (§ 6) nicht besitzt,
2. der Antragsteller die für die erlaubnispflichtige Tätigkeit bei handwerksmäßiger Betriebsweise erforderlichen Voraussetzungen nach der Handwerksordnung nicht erfüllt, soweit eine Erlaubnis zu einer entsprechenden Waffenherstellung beantragt wird,
3. eine der in Nummer 1 bezeichneten Personen nicht die erforderliche Fachkunde nachweist, soweit eine Erlaubnis zum Waffenhandel beantragt wird; dies gilt nicht, wenn der Antragsteller weder den Betrieb, eine Zweigniederlassung noch eine unselbstständige Zweigstelle selbst leitet.   …"

## Quelle
- IHK Frankfurt am Main